# Пентасульфид дицезия
Пентасульфид дицезия — неорганическое соединение
серы и цезия
с формулой Cs2S5,
кристаллы,
образует кристаллогидрат.

## Получение
- Сплавление стехиометрических количеств чистых веществ:

{\displaystyle {\mathsf {2Cs+5S\ {\xrightarrow {212^{o}C}}\ Cs_{2}S_{5}}}}

## Физические свойства
Пентасульфид дицезия образует кристаллы
ромбической сингонии, пространственная группа P 212121, параметры ячейки a = 0,7148 нм, b = 1,848 нм, c = 0,6780 нм, Z = 4,
структура типа пентасульфида дикалия K2S5
.
Соединение конгруэнтно плавится при температуре 212°C.
Образует кристаллогидрат состава Cs2S5•H2O.